# Heriberto Herrera Udrizar
Heriberto Herrera Udrizar (Guarambaré, 24 d'abril de 1926 - Asunción, 26 de juliol de 1996) fou un futbolista paraguaià dels anys 1950 i posteriorment entrenador. Va ser internacional amb la selecció espanyola.

## Trajectòria
Conegut com el sergent de ferro pel seu caràcter inflexible, com a futbolista defensà els colors del Club Nacional d'Asunción. També fou jugador de l'Atlètic de Madrid entre 1952 i 1959. Fou internacional amb Paraguai, liderant l'equip a la Copa Amèrica de futbol de l'any 1953, on Paraguai es proclamà campiona davant Brasil i Herrera fou nomenat millor jugador del torneig. També fou un cop internacional amb la selecció d'Espanya l'any 1957.
Com a entrenador dirigí diversos club d'Espanya i Itàlia. A Itàlia destacà a la Juventus entre 1964 i 1969, on guanyà un scudetto la temporada 1966-67 i una Coppa Italia la 1964-65. En total fou entrenador un total de 162 partits. A Itàlia també entrenà l'Internazionale, on fou segon a la lliga la temporada 1969-70, o la UC Sampdoria. Als Països Catalans dirigí l'Elx CF durant la temporada 1963-1964, el València CF la 1976-1977 i l'Espanyol en dues etapes, la primera la temporada 1962-1963 i la segona, com a substitut de José Emilio Santamaría el 1978.

## Palmarès
Com a entrenador
- 1 Lliga italiana de futbol:
  - 1966-67
- 1 Copa italiana de futbol:
  - 1964-65